# Johann Andreas von Gundling
Johann Andreas Gundling, später von Gundling, (auch Hans von Gundling; * 30. Juni 1715 in Halle an der Saale; † unbekannt) war ein deutscher Militär.

## Leben
Gundling stammt aus der fränkisch-preußischen Familie Gundling und war Sohn und drittes Kind des Gelehrten Nikolaus Hieronymus Gundling und dessen Ehefrau Sophia Auguste geborene Kraut (1690–1732), Tochter des preußischen Konsistorialrats Ludwig Gerhard Kraut. Er erhielt seine Ausbildung in seiner Heimatstadt und fiel als Heranwachsender durch seine Scherze auf. Nach dem Tod seines Vaters 1729 übernahm sein Onkel Jacob Paul Freiherr von Gundling die Vormundschaft. In dieser Zeit veröffentlichte er mit seinem Bruder Friedrich Hieronymus Gundling eine Trauerschrift auf ihren Vater. Später wurde er als Freikorporal ein Unteroffizier im Altpreußischen Infanterieregiment No. 3 unter Fürst Leopold von Dessau in Halle.
Sein weiterer Lebensweg ist nicht überliefert.

## Der Gundling-Happach-Fall
Gundling war der Protagonist im Entführungsfall eines Soldaten Happach aus dem Stolbergischen, der zu einem Referenzfall für Menschenraub wurde und als merkwürdiger Rechtsfall galt.
Gundling wurde 1735 aufgetragen den Bürger Happach aus dem Stollbergischen nach Preußen zu entführen, der zu seiner Zeit durch seine Größe aufgefallen war und bereits bei den Truppen Hannovers gedient hatte. Dazu wurde Gundling in Begleitung einer Frau unter einer falschen Identität als Zitronenhändler dort eingeschleust. Die Entführung gelang, jedoch blieb Gundling zurück und wurde von Bürgern festgehalten und nach Wittenberg zum Gericht überführt. Dort wurde er zum Tode verurteilt. Die Angelegenheit Gundlings wurde nun Gegenstand länger andauernden diplomatischen Auseinandersetzungen zwischen dem Königreich Preußen und dem Kurfürstentum Sachsen. Sein Regiment sowie der preußische König bemühten sich, dass das Gericht der Universität in Halle, dem Gundling eigentlich unterstand, aktiv wurde und die Sache an sich zog, um Gundling vor dem Strang zu retten. Der Dresdener Hof stimmte der Überstellung Gundlings unter der Bedingung zu, dass auch Happach freikäme, dem stimmte das preußische Regiment zunächst aber nicht zu. Nach weiteren Verhandlungen wurde Gundling am 1. August 1738 freigelassen und kehrte zu seinem Regiment zurück.
Die Geschichte des Junkers Hans von Gundling wurde von C. Fritze als Wie die Preußen sonst geworben haben. Eine urkundliche Erzählung beschrieben und verbreitet.